# Tonawanda (Nowy Jork)
Tonawanda – miasto w Stanach Zjednoczonych, w stanie Nowy Jork, w hrabstwie Erie. Według spisu powszechnego z 2010 roku zamieszkane przez 73 516 osób, według danych szacunkowych na 2019 rok przez 71 675 osób. Powierzchnia miasta wynosi 48,54 km².